# 蒲与路
蒲与路，金朝的路。又作蒲峪路、扶餘路。
金国在古代扶餘国设置蒲与路，治所在今黑龙江省克东县金城鄉古城村之古城，辖境包括今内蒙古自治区鄂伦春自治旗、莫力达瓦达斡尔族自治旗。黑龙江省呼玛县、伊春市、嫩江北部，北至外兴安岭。金海陵王完颜亮在位时期撤销蒲与万户府，改置蒲与路节度使。明朝改为福余卫。
历任蒲与路节度使
- 阿勒根没都鲁（皇统年间）
- 紇石烈胡剌（大定年间）
- 蒲察通（大定年间）
- 乌林答乞住（金章宗时）
- 高闾山（卫绍王时）
- 蒲察移剌都（1214年—1215年）

## 相关
- 蒲与路故城遗址，位于黑龙江省齐齐哈尔市克东县，第三批全国重点文物保护单位。